# 蜂房秋艃
蜂房 秋艃（ほうぼう しゅうり、生没年不詳）とは、江戸時代後期の浮世絵師、狂歌師。

## 来歴
蹄斎北馬の門人。姓は吉見、通称は八太郎。紀定丸の姻戚といわれる。蜂房、蜂房巣、蹄斎、蹄亭、柳花園山形などと号す。江戸の出身。絵を蹄斎北馬に学び、文化（1804年 - 1818年）から天保（1830年 - 1844年）の頃に活躍した。また狂歌では便々館琵琶麿の門人で、琵琶連の判者を務めており、摺物などに長じていた。文化7年（1810年）刊行の宿屋飯盛の読本『梅か枝物語』一冊や、文化8年（1811年）刊行の狂歌絵本『露の淵』（瀬川路蝶編）一冊、文政元年（1818年）刊行かといわれる狂歌絵本『以代美満寿』（立川焉馬編）一冊などに挿絵を描いている。また「花の吉原」と題した肉筆浮世絵の美人画がある。

## 作品
- 「船まんじゅう」 絹本着色 中右瑛コレクション 大田南畝賛